# Перетворення Беклунда
Перетворення Беклунда (назване на честь шведського математика Альберта Віктора Беклунда) пов'язує диференціальні рівняння з частинними похідними та їх розв'язки. Це важливий інструмент в теорії солітонів та інтегровних систем. Типово перетворення Беклунда представляє собою систему диференціальних рівнянь з частинними похідними першого порядку від двох функцій і часто залежних від додаткового параметру. Це означає, що кожна з цих двох функцій окремо задовольняє диференціальне рівняння з частинними похідними і кожна з них є перетворенням Беклунда іншої.
Перетворення Беклунда, що пов'язує розв'язки одного рівняння, називається інваріантним перетворенням Беклунда, або автоперетворенням Беклунда. Якщо таке перетворення можна знайти, тоді можна багато дізнатись й про розв'язки рівняння, особливо якщо перетворення Беклунда має параметр. Проте, алгоритм знаходження перетворення Беклунда поки залишається невідомим.

## Історія

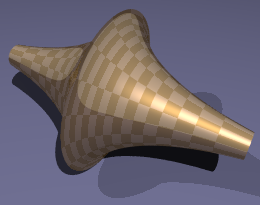
Перетворення Беклунда виникло як перетворення псевдосфер в 1880 рр.

Перетворення Беклунда початково виникло й веде свою історію з диференціальної геометрії: першим нетривіальним прикладом є перетворення псевдосферичної поверхні, що було запропоноване Л. Б'янкі та А. В. Беклундом в 1880-х роках. Це геометрична побудова псевдосферичної поверхні з початкової, використовуючи розв'язок лінійного диференціального рівняння. Псевдосферичні поверхні можуть бути описані, як розв'язки рівняння sin-Ґордона, отже перетворення  Беклунда поверхонь можна розглядати, як перетворення розв'язків рівняння sin-Ґордона. 

## Умови Коші — Рімана
Прототипним прикладом перетворення Беклунда є система Коші — Рімана
{\displaystyle u_{x}=v_{y},\quad u_{y}=-v_{x},\,}
що пов'язує дійсну та уявну частину u і v голоморфної функції.  Система першого порядку диференціальних рівнянь з частинними похідними має наступні властивості.
1. Якщо u і v задовольняють умови Коші-Рімана, то u є розв'язком рівняння Лапласа

{\displaystyle u_{xx}+u_{yy}=0}
(тобто, u гармонічна функція), як і v. Це прямо випливає з диференціювання рівнянь з умови Коші-Рімана по x і y, використовуючи той факт, що 
{\displaystyle u_{xy}=u_{yx},\quad v_{xy}=v_{yx}.\,}